# 阿尔卡雷克

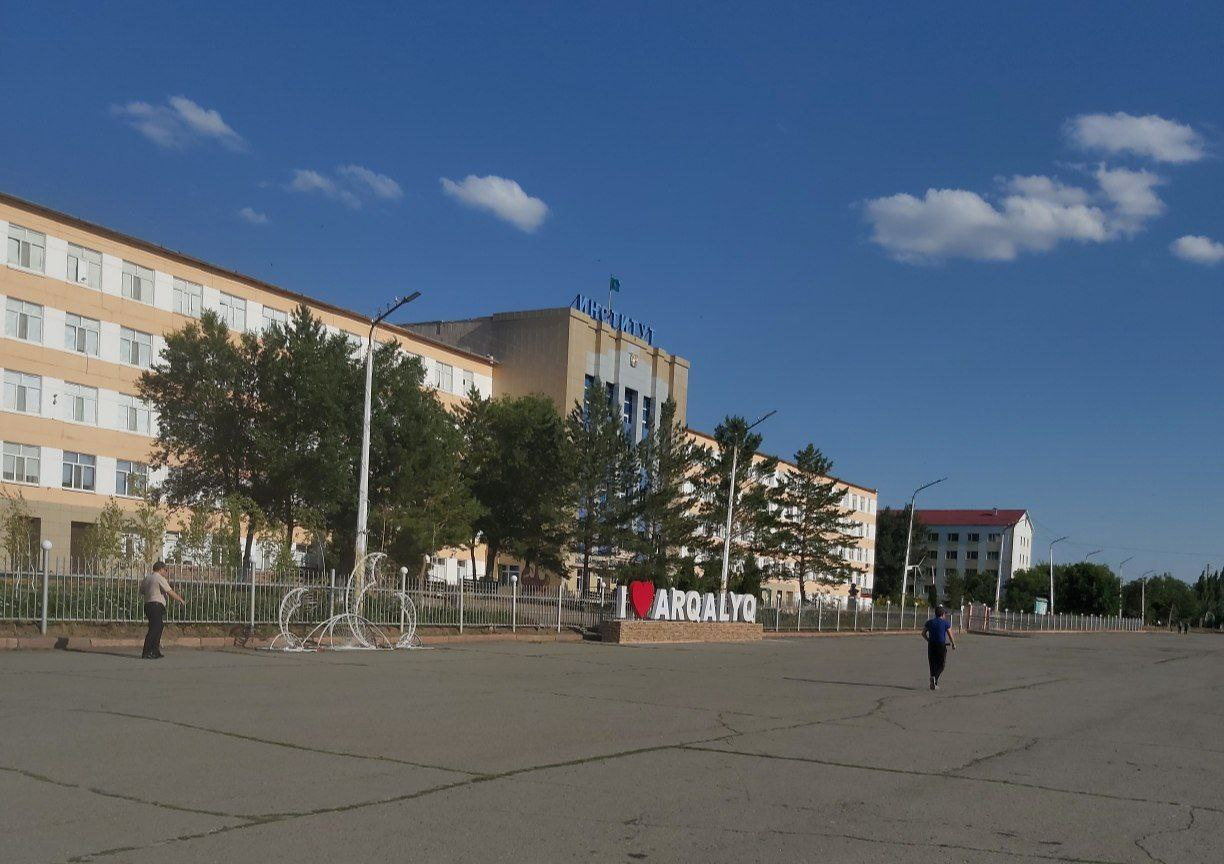
阿尔卡雷克

阿尔卡雷克（哈萨克语：‎）是位于哈萨克斯坦中部库斯塔奈州的一座城市，人口约4.5万（2005年）。